# Ottavio Viviani
Ottavio Viviani (Brescia, 1579 circa – post 1646) è stato un pittore italiano.

## Biografia
Si forma lavorando assieme a Tommaso Sandrino. Fra le sue opere si ricorda la decorazione di alcune sale nel Palazzo dei Principi nel Principato di Monaco e del Palazzo Ducale di Sassuolo. Altri lavori noti si trovano a Bagolino nella chiesa parrocchiale di San Giorgio; una Assunzione di Maria sulla prima volta della navata destra nella chiesa dei Santi Faustino e Giovita a Brescia. La sua arte fu legata principalmente all'utilizzo di quadrature. Tra i suoi alunni vi fu Giovanni Battista Azzola (1614-1689).
L'ultima opera nota, firmata e datata nel 1646, è a Lovere, dove affresca l'imponente chiesa di Santa Maria in Valvendra assieme a Ottavio Amigoni .